# Forn de ciment del Quelet
El Forn de ciment del Quelet és una obra de Bellver de Cerdanya (Baixa Cerdanya) inclosa a l'Inventari del Patrimoni Arquitectònic de Catalunya.

## Descripció
Forn de ciment del Quelet. Es tracta d'una estructura arquitectònica quadrangular, amb murs de pedra i morter, d'uns tres metres de llargària, aproximadament.
Situat en un terreny amb pendent, l'alçada de les restes de la construcció supera els 2,2 metres a la part més alta. Segons testimonis de la zona, en una d'aquestes parets, l'orientada a nord, hi havia una volta de pedra seca que fa uns anys va cedir i que actualment ja no s'aprecia.
Amb presència de pins (pi roig) al voltant de la construcció, i fins i tot un de 25 cm de diàmetre a dins de l'antic forn.
Segons l'Isidre Ricard, en aquest forn s'hi feien cuites de llosarda per a fer ciment. Li sembla recordar que va funcionar tan sols entre els anys 1943 i 1945.
Bona part de l'estructura de l'antic forn ha cedit, i l'interior s'ha omplert de terres provinents de l'erosió de la zona. Tanmateix, s'intueix encara força bé la mida i el volum inicial de l'element.

## Història
Informació proporcionada pels agents rurals: Fitxa model F30 s/n, 04/2014